# Henryetta
Henryetta – miasto w Stanach Zjednoczonych, w stanie Oklahoma, w hrabstwie Okmulgee.